# 김광웅
김광웅(金光雄, 1940년 10월 4일 ~ 2019년 12월 24일)은 대한민국 정부를 연구하는 학자이고 전직 장관이다.

## 학업 및 학문 활동
1940년 경기도 경성부에서 출생하였고, 배재고등학교를 졸업하고, 1962년 서울대학교 법과대학을 졸업(법학사)하고, 1965년 서울대학교 행정대학원에서 행정학석사 학위를, 1971년 미국 하와이 대학교(University of Hawaii) 대학원에서 정치학박사 학위를 취득하였다. 
1972년 서울대학교 행정대학원 교수 생활을 시작하였고, 서울대학교 행정대학원 원장(1992 ~ 1994), 중국 국가행정학원 겸임교수(2000 ~ 2003) 및 명예교수(2004 ~ 2006) 등을 역임하였다. 2007년 서울대학교에서 정년퇴임 후 현재 명예교수로 있으며 서울대학교 등에서 강의를 하며 후학을 양성하고 있다. 
학회 활동으로는 한국행정학회 회원(1971 ~ ), 한국정치학회 회원(1971 ~ ), 한국미래학회 회원(1975 ~ ) 등으로 활동하였고, 한국행정학회 회장(1991 ~ 1992), 한국공공정책학회 회장(1997 ~ 1999), 한국사회과학협의회 회장(2004 ~ 2006) 등을 역임하였다. 
주로 대한민국의 관료제와 민주정치에 관해 연구하였고, 언론 기고 등을 통해 정부와 행정에 관한 평론을 다수 발표하였다. 일찍부터 미래학과 리더십에 깊은 관심을 가졌고, 최근에도 학문의 미래와 리더십 교육에 집중적인 관심을 갖고 연구하고 있다.

## 경력 및 사회 활동
대한민국 정부와 관련해서는 대통령자문 행정개혁위원회 위원(1985 ~ 1989), 행정쇄신위원회 위원(1993 ~ 1995), 정부조직개편심의위원회 위원 겸 실행위원장(1998) 등 주로 행정개혁에 관한 자문 활동을 하였다. 
1999년 발족된 대통령 직속 중앙인사위원회의 초대 위원장(1999 ~ 2002, 장관급)을 역임하였다. 
의회정치의 정착과 의회제도 및 운영의 발전에 기여하는 것을 목적으로 국회 출연금에 의해 설립된 재단법인인 한국의회발전연구회의 이사장을 1995년~1999년, 2006년~2008년 사이에 역임했다. 
2007년~2010년 한국간행물윤리위원회의 좋은책선정위원회 위원장을 맡았다. 
2008년에 시사주간지 시사IN의 대표이사 겸 발행인을 맡았다. 
2007년부터 예술의 전당 이사와 ‘미래대학 콜로키움' 운영위원을 맡고 있다. 
2008년부터 2012년까지 서울대학교 공공리더십센터 상임고문을 맡았다. 
2012년 3월 1일부터 4년 임기로 명지전문대학 제10대 총장으로 취임했다. 
2014년 업무상 횡령과 사립학교법 위반 혐의로 서울서부지검에 고발된 뒤 검찰의 기소로 재판 절차가 진행 중이다. 법인으로부터 총장직 파면과 복직을 겪고 2015년 2월 임기만료로 학교를 떠난 상태다.

### 초대 중앙인사위원회 위원장 재임기간 중 업적
중앙인사위원회라는 독립된 중앙인사관장기관의 설립은 그 자체만으로도 인사행정의 오랜 숙원이었다. 김광웅 위원장 재임기간(1999-2002) 중 중앙인사위원회는 인사행정 분야에서 많은 개혁적인 제도와 정책을 도입하였는데, 주요 사항을 중심으로 요약하면 다음과 같다.(이에 관한 내용은 2002년 중앙인사위원회가 발간한 《공무원인사개혁백서》에 자세히 정리되어 있다.) 
- 고위직 공무원(1~3급)에 대한 실질적인 인사심사를 실시하여 정부인사의 공정성과 신뢰성을 높임으로써 정실인사 시비를 크게 불식시켰다.
- 각 부처 주요 직위에 민간부문의 전문가들이 지원할 수 있도록 개방형직위로 지정하여 운영하였고, 정부 내에서도 직위공모를 통해 적격자를 선발할 수 있도록 하였다. 또한 공무원이 민간부문에서 현장 경험을 통해 최신기법을 습득하고 정책환경에 대한 이해를 높일 수 있도록 민간근무휴직제도를 도입하였다.
- 행정고등고시 및 외무고등고시 제1차 시험으로 암기력이 아닌 종합적 사고력을 평가하는 공직적격성평가(PSAT, 2004년 최초 실시)를 도입하고 영어시험을 민간 어학능력검 검정시험으로 대체하는 등 고시제도를 크게 개편하였다.
- 직무와 성과 중심의 인사행정 구현을 위해 과학적 직무분석을 실시하였고, 성과연봉제도와 성과상여금제도 등 성과급 보수제도를 도입하였다.
- 공직내 소수집단이라 할 수 있는 여성공무원, 장애인공무원, 과학기술공무원 등이 차별없이 능력을 발휘할 수 있도록 인사행정의 균형성과 형평성을 높이기 위하여 여성관리자임용목표제, 장애인 고용의무 적용대상 확대, 기술직공무원 보직관리 개선 등을 추진하였다.
- 공무원 보수현실화 5개년 계획을 수립하여 추진하였고, 공무원의 삶의 질 향상을 위하여 처우 개선, 문화복지 및 자기개발 지원, 근무여건 개선 등을 추진하였다.
- 인사행정 업무를 전자적으로 처리하고 인사정책 개발 등에 활용하기 위한 인사정책지원시스템(PPSS, 현재 e-사람)을 개발하여 각 부처에 확산하기 시작하였고, 각 직위에 적합한 능력과 자격을 갖춘 인재를 널리 발굴하기 위하여 국가인재데이터베이스를 구축하여 운용하는 등 인사행정의 정보화 수준을 크게 높였다.

## 주요 저서, 편서, 역서

### 저서(단독)
- 《서울대 리더십 강의》, 2011년
- 《창조 리더십》, 2009년
- 《통의동 일기》, 2008년
- 《신고전 50선》, 2008년
- 《국가의 미래》, 2008년
- 《장관 리더십》, 2008년
- 《바람직한 정부》, 2003년
- 《열린정부 국정 새틀짜기》, 2000년
- 《방법론 강의》, 1996년
- 《행정과 나라만들기》, 1996년
- 《작은정부 큰국민》, 1994년
- 《우리동네 선거이야기 나라 선거이야기 고쳐야할 선거이야기》, 1992년
- 《한국의 관료제연구》, 1991년
- 《한국의 선거정치학》, 1990년
- 《Elections in Korea》, 1988년
- 《관료와 발전》, 1986년
- 《행정과학서설》, 1983년
- 《사회과학방법론》, 1983년
- 《한국의 지역사회개발》, 1981년
- 《사회과학연구방법론》, 1976년

### 저서(공저)
- 《비교행정론》, 2004년 (저자: 김광웅, 강성남)
- 《대한민국에서 태어나면 불행해질 자격이 없다》, 2002년 (저자: 강영훈 외 99인)
- 《전문가 10인의 한국경제를 보는 눈》, 2002년 (저자: 남덕우 외 9인)
- 《정보사회와 행정》, 2001년 (저자: 김광웅, 강성남)
- 《참여론 바로보기》, 1996년 (저자: 김광웅, 임동욱, 황종우, 우병렬)
- 《지방선거와 행정》, 1994년 (저자: 박동서, 김광웅)
- 《행정조직 개혁》, 1994년 (저자: 강신택, 김광웅)
- 《우리는 신이 아니다》, 1994년 (저자: 김광웅 외 4인)
- 《한국 의회과정론》, 1991년 (저자: 박동서, 김광웅)
- 《한국의 의회정치》, 1991년 (저자: 김광웅, 김학수, 박찬욱)
- 《한국 민주주의의 미래》, 1990년 (저자: 김광웅, 신도철, 최명, 박찬욱)
- 《한국선거론》, 1987년 (저자: 김광웅, 길승흠, 안병만)
- 《한국인의 민주정치의식: 대중과 엘리트》, 1986년 (저자: 박동서, 김광웅)

### 역서
- 《파킨슨의 법칙》, 2003년 (저자: 노스코트 파킨슨)
- 《정치학 - 성찰과 조망》, 1984년 (역자: 김광웅, 최명)

### 편서
- 《정당·선거·여론》, 1996년 (편자: 김광웅, 이갑윤)
- 《의회와 행정부》, 1987년 (편자: 박동서, 김광웅)

## 상훈
- 1962년: 서울대 총장상
- 1996년: 국민훈장 동백장
- 2001년: 자랑스러운 배재인상
- 2003년: 청조근정훈장

## 관련 홈페이지
- 바람직한 정부를 위하여 보관됨 2007-09-27 - 웨이백 머신
- 서울대학교 행정대학원
- 한국행정학회
- 한국사회과학연구협의회
- 행정안전부 정부인사포털(전 중앙인사위원회 홈페이지)
- 시사IN
- 한국의회발전연구회
- 한국간행물윤리위원회
- 한국간행물윤리위원회 - 이달의 읽을만한 책

| 전임 안병영 | 제26대 한국행정학회 회장 1992년 ~ 1993년 | 후임 윤재풍 |

| 전임 박동서 | 제2대 한국의회발전연구회 이사장 1995년 ~ 1999년 | 후임 오연천 |

| 전임 (초대) | 초대 중앙인사위원회 위원장 1999년 5월 24일 ~ 2002년 5월 23일 | 후임 조창현 |

| 전임 이돈희 | 제15대 한국사회과학연구협의회 회장 2004년 ~ 2006년 | 후임 원우현 |

| 전임 오연천 | 제4대 한국의회발전연구회 이사장 2006년 ~ 2008년 | 후임 윤정석 |

| 전임 서정선 | 제10대 명지전문대학 총장 2012년 3월 1일 ~ 2016년 2월 29일 | 후임 (공석) |